# Liste des monuments historiques du Cantal
Cet article recense les monuments historiques du département du Cantal, en France.
- Pour les monuments historiques de la commune d'Aurillac, voir la liste des monuments historiques d'Aurillac.
- Pour les monuments historiques de la commune de Saint-Flour, voir la liste des monuments historiques de Saint-Flour.

## Statistiques
Au 21 juillet 2025, le Cantal compte 410 édifices comportant au moins une protection au titre des monuments historiques, dont 92 sont classés et 328 sont inscrits. Le total des monuments classés et inscrits est supérieur au nombre total de monuments protégés car plusieurs d'entre eux sont à la fois classés et inscrits.
La liste suivante les recense, organisés par commune. Elle comprend environ quatre-vingt-dix châteaux.
- Haut – A
- B
- C
- D
- E
- F
- G
- H
- I
- J
- K
- L
- M
- N
- O
- P
- Q
- R
- S
- T
- U
- V
- W
- X
- Y
- Z

## Liste
| Monument                                                   | Commune                                         | Adresse                                                 | Coordonnées                                         | Notice                                              | Protection                                          | Date                                                | Illustration                                               |
| ---------------------------------------------------------- | ----------------------------------------------- | ------------------------------------------------------- | --------------------------------------------------- | --------------------------------------------------- | --------------------------------------------------- | --------------------------------------------------- | ---------------------------------------------------------- |
| Calvaire                                                   | Albepierre-Bredons                              | Bredons                                                 | 45° 06′ 08″ nord, 2° 52′ 20″ est                    | « PA00093425 »                                      | Inscrit                                             | 1931                                                | Calvaire                                                   |
| Église Saint-Pierre                                        | Albepierre-Bredons                              |                                                         | 45° 06′ 12″ nord, 2° 52′ 22″ est                    | « PA00093426 »                                      | Classé                                              | 1840                                                | Église Saint-Pierre                                        |
| Fontaine                                                   | Albepierre-Bredons                              |                                                         | 45° 06′ 02″ nord, 2° 52′ 12″ est                    | « PA00093427 »                                      | Inscrit                                             | 1987                                                | Fontaine                                                   |
| Château de Mercœur                                         | Allanche                                        | Maillargues                                             | 45° 12′ 45″ nord, 2° 56′ 22″ est                    | « PA00093428 »                                      | Inscrit                                             | 1949                                                | Château de Mercœur                                         |
| Église Saint-Jean-Baptiste                                 | Allanche                                        |                                                         | 45° 13′ 46″ nord, 2° 56′ 02″ est                    | « PA00093429 »                                      | Classé                                              | 2002                                                | Église Saint-Jean-Baptiste                                 |
| Église Saint-Julien-de-Chanet                              | Allanche                                        |                                                         | 45° 15′ 07″ nord, 3° 00′ 27″ est                    | « PA00093430 »                                      | Classé                                              | 1966                                                | Église Saint-Julien-de-Chanet                              |
| Château d'Alleuze                                          | Alleuze                                         |                                                         | 44° 57′ 22″ nord, 3° 05′ 27″ est                    | « PA00093431 »                                      | Inscrit                                             | 1927                                                | Château d'Alleuze                                          |
| Église Saint-Illide                                        | Alleuze                                         |                                                         | 44° 57′ 31″ nord, 3° 05′ 25″ est                    | « PA00093432 »                                      | Inscrit                                             | 1927                                                | Église Saint-Illide                                        |
| Château de La Vigne                                        | Ally                                            |                                                         | 45° 10′ 37″ nord, 2° 19′ 49″ est                    | « PA00093433 »                                      | Inscrit                                             | 1991                                                | Château de La Vigne                                        |
| Église Saint-Ferréol                                       | Ally                                            |                                                         | 45° 10′ 26″ nord, 2° 18′ 49″ est                    | « PA00093435 »                                      | Inscrit                                             | 1987                                                | Église Saint-Ferréol                                       |
| Croix de chemin                                            | Andelat                                         |                                                         | 45° 03′ 41″ nord, 3° 03′ 43″ est                    | « PA00093436 »                                      | Inscrit                                             | 1971                                                | Croix de chemin                                            |
| Château du Sailhant                                        | Andelat                                         |                                                         | 45° 04′ 09″ nord, 3° 02′ 30″ est                    | « PA15000058 »                                      | Inscrit                                             | 2019                                                | Château du Sailhant                                        |
| Église Saint-Cirgues                                       | Andelat                                         |                                                         | 45° 03′ 37″ nord, 3° 03′ 43″ est                    | « PA00093437 »                                      | Classé                                              | 1969                                                | Église Saint-Cirgues                                       |
| Château de Longevergne                                     | Anglards-de-Salers                              |                                                         | 45° 12′ 57″ nord, 2° 27′ 30″ est                    | « PA15000015 »                                      | Inscrit                                             | 2002                                                | Château de Longevergne                                     |
| Château de la Trémolière                                   | Anglards-de-Salers                              |                                                         | 45° 12′ 22″ nord, 2° 26′ 27″ est                    | « PA00093438 »                                      | Inscrit Classé                                      | 1963 1981                                           | Château de la Trémolière                                   |
| Église Saint-Thyrse                                        | Anglards-de-Salers                              |                                                         | 45° 12′ 19″ nord, 2° 26′ 26″ est                    | « PA00093439 »                                      | Classé                                              | 1977                                                | Église Saint-Thyrse                                        |
| Chapelle Notre-Dame                                        | Antignac                                        |                                                         | 45° 20′ 21″ nord, 2° 31′ 59″ est                    | « PA00093440 »                                      | Classé                                              | 1930                                                | Chapelle Notre-Dame                                        |
| Église Saint-Ferréol                                       | Antignac                                        |                                                         | 45° 20′ 22″ nord, 2° 33′ 56″ est                    | « PA00093442 »                                      | Inscrit                                             | 1969                                                | Église Saint-Ferréol                                       |
| Église Saint-Pierre                                        | Antignac                                        |                                                         | 45° 20′ 31″ nord, 2° 32′ 44″ est                    | « PA00093441 »                                      | Inscrit                                             | 2019                                                | Église Saint-Pierre                                        |
| Château d'Apchon                                           | Apchon                                          |                                                         | 45° 15′ 00″ nord, 2° 41′ 40″ est                    | « PA15000047 »                                      | Inscrit                                             | 2012                                                | Château d'Apchon                                           |
| Église Saint-Julien                                        | Arches                                          |                                                         | 45° 18′ 23″ nord, 2° 19′ 41″ est                    | « PA00093443 »                                      | Inscrit                                             | 1927                                                | Église Saint-Julien                                        |
| Château de Conros                                          | Arpajon-sur-Cère                                |                                                         | 44° 52′ 46″ nord, 2° 25′ 15″ est                    | « PA00093444 »                                      | Inscrit                                             | 1991                                                | Château de Conros                                          |
| Immeuble                                                   | Arpajon-sur-Cère                                | 1 avenue du Général-Milhaud                             | 44° 54′ 05″ nord, 2° 27′ 32″ est                    | « PA00093445 »                                      | Inscrit                                             | 1977                                                | Immeuble                                                   |
| Moulin du Pont-de-Mamou                                    | Arpajon-sur-Cère                                | Rue Jean-Jaurès                                         | 44° 54′ 18″ nord, 2° 27′ 15″ est                    | « PA00093446 »                                      | Inscrit                                             | 1979                                                | Moulin du Pont-de-Mamou                                    |
| Église Saint-Nicolas                                       | Auriac-l'Église                                 |                                                         | 45° 15′ 53″ nord, 3° 07′ 37″ est                    | « PA00093447 »                                      | Inscrit                                             | 1988                                                | Église Saint-Nicolas                                       |
|                                                            | Aurillac                                        | Voir liste des monuments historiques d'Aurillac         | Voir liste des monuments historiques d'Aurillac     | Voir liste des monuments historiques d'Aurillac     | Voir liste des monuments historiques d'Aurillac     | Voir liste des monuments historiques d'Aurillac     | Voir liste des monuments historiques d'Aurillac            |
| Château d'Auzers                                           | Auzers                                          |                                                         | 45° 15′ 52″ nord, 2° 27′ 42″ est                    | « PA00093470 »                                      | Classé Inscrit                                      | 1983 2002                                           | Château d'Auzers                                           |
| Tour de Marlat                                             | Auzers                                          |                                                         | 45° 16′ 20″ nord, 2° 26′ 34″ est                    | « PA00093471 »                                      | Inscrit                                             | 1963                                                | Image manquante Téléverser                                 |
| Église Saint-Martin                                        | Barriac-les-Bosquets                            |                                                         | 45° 08′ 35″ nord, 2° 15′ 35″ est                    | « PA00093472 »                                      | Inscrit                                             | 2017                                                | Église Saint-Martin                                        |
| Chapelle Saint-Jacques de Vendes                           | Bassignac                                       | Vendes                                                  | 45° 17′ 51″ nord, 2° 23′ 15″ est                    | « PA00093473 »                                      | Classé                                              | 1972                                                | Chapelle Saint-Jacques de Vendes                           |
| Maison du prieuré de Vendes                                | Bassignac                                       |                                                         | 45° 17′ 52″ nord, 2° 23′ 14″ est                    | « PA15000013 »                                      | Inscrit                                             | 2002                                                | Image manquante Téléverser                                 |
| Viaduc de la Sumène                                        | Bassignac Également sur Méallet                 |                                                         | 45° 17′ 51″ nord, 2° 23′ 23″ est                    | « PA15000034 »                                      | Inscrit                                             | 2006                                                | Viaduc de la Sumène                                        |
| Chapelle Saint-Pierre                                      | Boisset                                         | Cimetière                                               | 44° 47′ 06″ nord, 2° 15′ 15″ est                    | « PA00093474 »                                      | Classé                                              | 1955                                                | Image manquante Téléverser                                 |
| Château d'Entraygues                                       | Boisset                                         |                                                         | 44° 45′ 15″ nord, 2° 15′ 05″ est                    | « PA00093475 »                                      | Inscrit                                             | 1987 2015                                           | Château d'Entraygues                                       |
| Château de Bonnac                                          | Bonnac                                          |                                                         | 45° 12′ 30″ nord, 3° 09′ 26″ est                    | « PA00093762 »                                      | Inscrit                                             | 1992                                                | Château de Bonnac                                          |
| Croix des Templiers                                        | Bonnac                                          | RD 310                                                  | 45° 12′ 30″ nord, 3° 09′ 31″ est                    | « PA00093759 »                                      | Inscrit                                             | 1992                                                | Croix des Templiers                                        |
| Église Saint-Barthélemy                                    | Bonnac                                          |                                                         | 45° 12′ 27″ nord, 3° 09′ 27″ est                    | « PA00093761 »                                      | Inscrit                                             | 1992                                                | Église Saint-Barthélemy                                    |
| Prieuré de Bonnac                                          | Bonnac                                          |                                                         | 45° 12′ 27″ nord, 3° 09′ 27″ est                    | « PA00093760 »                                      | Inscrit                                             | 1992                                                | Prieuré de Bonnac                                          |
| Église Saint-Thibaud                                       | Brageac                                         |                                                         | 45° 12′ 22″ nord, 2° 17′ 29″ est                    | « PA00093434 »                                      | Classé                                              | 1862                                                | Église Saint-Thibaud                                       |
| Donjon de la Boyle                                         | Brezons                                         |                                                         | 45° 00′ 02″ nord, 2° 48′ 28″ est                    | « PA00093476 »                                      | Inscrit                                             | 1958                                                | Donjon de la Boyle                                         |
| Église Saint-Hilaire                                       | Brezons                                         |                                                         | 44° 58′ 10″ nord, 2° 48′ 26″ est                    | « PA00093477 »                                      | Inscrit                                             | 1927 2019                                           | Église Saint-Hilaire                                       |
| Ancien cimetière                                           | Carlat                                          |                                                         | 44° 53′ 18″ nord, 2° 33′ 50″ est                    | « PA00093478 »                                      | Inscrit                                             | 1969                                                | Ancien cimetière                                           |
| Demeure de Lachau                                          | Carlat                                          |                                                         | 44° 53′ 20″ nord, 2° 33′ 50″ est                    | « PA00093480 »                                      | Inscrit                                             | 1986                                                | Demeure de Lachau                                          |
| Église Saint-Avit                                          | Carlat                                          |                                                         | 44° 53′ 18″ nord, 2° 33′ 49″ est                    | « PA00093479 »                                      | Classé                                              | 1987                                                | Église Saint-Avit                                          |
| Manoir de Courbesserre                                     | Carlat                                          |                                                         | 44° 52′ 26″ nord, 2° 35′ 14″ est                    | « PA00093732 »                                      | Inscrit                                             | 1990                                                | Manoir de Courbesserre                                     |
| Menhir de Peyreficade                                      | Carlat                                          |                                                         | 44° 52′ 52″ nord, 2° 32′ 34″ est                    | « PA00093481 »                                      | Classé                                              | 1889                                                | Image manquante Téléverser                                 |
| Église Notre-Dame-de-la-Purification                       | Cassaniouze                                     |                                                         | 44° 41′ 25″ nord, 2° 23′ 03″ est                    | « PA15000014 »                                      | Inscrit                                             | 2002                                                | Église Notre-Dame-de-la-Purification                       |
| Croix                                                      | Cézens                                          |                                                         | 44° 59′ 03″ nord, 2° 51′ 22″ est                    | « PA00093483 »                                      | Inscrit                                             | 1930                                                | Image manquante Téléverser                                 |
| Église Saint-Germain                                       | Cézens                                          |                                                         | 44° 59′ 04″ nord, 2° 51′ 22″ est                    | « PA00093484 »                                      | Classé                                              | 1930                                                | Église Saint-Germain                                       |
| Église Saint-Martin                                        | Chaliers                                        |                                                         | 44° 57′ 23″ nord, 3° 13′ 26″ est                    | « PA00093749 »                                      | Inscrit                                             | 1992                                                | Image manquante Téléverser                                 |
| Maison Roudil                                              | Chaliers                                        |                                                         | 44° 57′ 24″ nord, 3° 13′ 33″ est                    | « PA00093750 »                                      | Inscrit                                             | 1992                                                | Maison Roudil                                              |
| Château de Miremont                                        | Chalvignac                                      |                                                         | 45° 16′ 04″ nord, 2° 16′ 38″ est                    | « PA00093487 »                                      | Inscrit                                             | 1973                                                | Château de Miremont                                        |
| Église Saint-Martin                                        | Chalvignac                                      |                                                         | 45° 14′ 28″ nord, 2° 14′ 45″ est                    | « PA00093488 »                                      | Inscrit                                             | 1969                                                | Église Saint-Martin                                        |
| Église Notre-Dame                                          | Champagnac                                      |                                                         | 45° 21′ 26″ nord, 2° 23′ 50″ est                    | « PA00093490 »                                      | Inscrit                                             | 2019                                                | Église Notre-Dame                                          |
| Château du Jarrousset                                      | La Chapelle-d'Alagnon                           |                                                         | 45° 06′ 18″ nord, 2° 54′ 21″ est                    | « PA00093744 »                                      | Inscrit                                             | 1992                                                | Château du Jarrousset                                      |
| Chapelle de Loubarcet                                      | La Chapelle-Laurent                             | Loubarcet                                               | 45° 10′ 38″ nord, 3° 12′ 58″ est                    | « PA00132727 »                                      | Inscrit                                             | 1994                                                | Chapelle de Loubarcet                                      |
| Église Notre-Dame-de-l'Assomption                          | La Chapelle-Laurent                             |                                                         | 45° 10′ 39″ nord, 3° 14′ 34″ est                    | « PA00093491 »                                      | Inscrit                                             | 1969                                                | Église Notre-Dame-de-l'Assomption                          |
| Chapelle Notre-Dame-de-Pitié                               | Chaudes-Aigues                                  |                                                         | 44° 51′ 23″ nord, 3° 00′ 32″ est                    | « PA15000032 »                                      | Inscrit                                             | 2006                                                | Chapelle Notre-Dame-de-Pitié                               |
| Château de Couffour                                        | Chaudes-Aigues                                  |                                                         | 44° 50′ 39″ nord, 3° 00′ 07″ est                    | « PA00093495 »                                      | Inscrit                                             | 1969                                                | Château de Couffour                                        |
| Château de Montvallat                                      | Chaudes-Aigues                                  |                                                         | 44° 52′ 13″ nord, 2° 59′ 07″ est                    | « PA00093494 »                                      | Classé                                              | 2000                                                | Château de Montvallat                                      |
| Église Saint-Blaise-et-Saint-Martin                        | Chaudes-Aigues                                  | Montée de l'Église                                      | 44° 51′ 18″ nord, 3° 00′ 11″ est                    | « PA15000031 »                                      | Inscrit                                             | 2006                                                | Église Saint-Blaise-et-Saint-Martin                        |
| Château de Chavagnac                                       | Chavagnac                                       |                                                         | 45° 09′ 13″ nord, 2° 53′ 05″ est                    | « PA00093738 »                                      | Inscrit                                             | 1991                                                | Château de Chavagnac                                       |
| Château d'Escorolles                                       | Cheylade                                        |                                                         | 45° 11′ 38″ nord, 2° 42′ 23″ est                    | « PA00132729 »                                      | Inscrit                                             | 1994                                                | Château d'Escorolles                                       |
| Église Saint-Léger                                         | Cheylade                                        |                                                         | 45° 12′ 30″ nord, 2° 42′ 56″ est                    | « PA00093496 »                                      | Classé                                              | 1963                                                | Église Saint-Léger                                         |
| Oratoire du Sartre                                         | Cheylade                                        |                                                         | 45° 10′ 53″ nord, 2° 42′ 49″ est                    | « PA00093497 »                                      | Inscrit                                             | 1986                                                | Oratoire du Sartre                                         |
| Église Saint-Martin                                        | Collandres                                      |                                                         | 45° 14′ 11″ nord, 2° 39′ 30″ est                    | « PA00093498 »                                      | Inscrit                                             | 1984                                                | Église Saint-Martin                                        |
| Dolmen du Bardon                                           | Coltines                                        | Bardon                                                  | 45° 05′ 43″ nord, 3° 01′ 00″ est                    | « PA00093499 »                                      | Inscrit                                             | 1986                                                | Image manquante Téléverser                                 |
| Dolmen de Touls                                            | Coltines                                        |                                                         | 45° 06′ 23″ nord, 2° 59′ 12″ est                    | « PA00093500 »                                      | Inscrit                                             | 1986                                                | Dolmen de Touls                                            |
| Église Saint-Vincent                                       | Coltines                                        |                                                         | 45° 05′ 36″ nord, 2° 59′ 19″ est                    | « PA00093501 »                                      | Inscrit                                             | 2017                                                | Église Saint-Vincent                                       |
| Abbaye de Feniers                                          | Condat                                          | Route de Condat à Marcenat                              | 45° 19′ 25″ nord, 2° 46′ 15″ est                    | « PA00093502 »                                      | Inscrit                                             | 1947                                                | Abbaye de Feniers                                          |
| Église Saint-Hilaire                                       | Cros-de-Ronesque                                |                                                         | 44° 52′ 25″ nord, 2° 36′ 42″ est                    | « PA00093503 »                                      | Inscrit                                             | 1930                                                | Église Saint-Hilaire                                       |
| Maisons Delpuech                                           | Cros-de-Ronesque                                |                                                         | 44° 52′ 20″ nord, 2° 36′ 37″ est                    | « PA00093733 »                                      | Inscrit                                             | 1990                                                | Image manquante Téléverser                                 |
| Église Saint-Amand                                         | Cussac                                          |                                                         | 44° 59′ 02″ nord, 2° 55′ 52″ est                    | « PA00093504 »                                      | Inscrit                                             | 1988                                                | Église Saint-Amand                                         |
| Château de la Cheyrelle                                    | Dienne                                          |                                                         | 45° 09′ 12″ nord, 2° 47′ 48″ est                    | « PA00132728 »                                      | Classé                                              | 2006                                                | Château de la Cheyrelle                                    |
| Croix                                                      | Dienne                                          | Cimetière                                               | 45° 09′ 33″ nord, 2° 47′ 08″ est                    | « PA00093505 »                                      | Classé                                              | 1983                                                | Croix                                                      |
| Église Saint-Roch de Fortuniès                             | Dienne                                          | Fortuniez                                               | 45° 11′ 16″ nord, 2° 51′ 23″ est                    | « PA00125274 »                                      | Inscrit                                             | 1993                                                | Église Saint-Roch de Fortuniès                             |
| Église Saint-Cirgues                                       | Dienne                                          |                                                         | 45° 09′ 31″ nord, 2° 47′ 08″ est                    | « PA00093506 »                                      | Classé                                              | 1944                                                | Église Saint-Cirgues                                       |
| Moulin de Drils                                            | Dienne                                          |                                                         | 45° 08′ 55″ nord, 2° 46′ 03″ est                    | « PA15000020 »                                      | Inscrit                                             | 2003                                                | Moulin de Drils                                            |
| Chapiteau roman                                            | Drugeac                                         | Cimetière                                               | 45° 09′ 56″ nord, 2° 23′ 11″ est                    | « PA00093507 »                                      | Classé                                              | 1963                                                | Chapiteau roman                                            |
| Château de Ferluc                                          | Drugeac                                         |                                                         | 45° 10′ 18″ nord, 2° 23′ 20″ est                    | « PA15000011 »                                      | Inscrit                                             | 2001                                                | Château de Ferluc                                          |
| Église Saint-Géraud                                        | Drugeac                                         |                                                         | 45° 09′ 55″ nord, 2° 23′ 12″ est                    | « PA00093508 »                                      | Inscrit                                             | 1985                                                | Église Saint-Géraud                                        |
| Château d'Escorailles                                      | Escorailles                                     |                                                         | 45° 10′ 29″ nord, 2° 19′ 46″ est                    | « PA00093509 »                                      | Classé                                              | 1978                                                | Château d'Escorailles                                      |
| Monument aux morts du Falgoux                              | Le Falgoux                                      |                                                         | 45° 09′ 18″ nord, 2° 37′ 21″ est                    | « PA15000052 »                                      | Inscrit                                             | 2019                                                | Image manquante Téléverser                                 |
| Église de Saint-Mary-le-Cros                               | Ferrières-Saint-Mary                            | Saint-Mary-le-Cros                                      | 45° 11′ 01″ nord, 3° 05′ 07″ est                    | « PA00093758 »                                      | Inscrit                                             | 1992                                                | Église de Saint-Mary-le-Cros                               |
| Château de Lamargé                                         | Fontanges                                       |                                                         | 45° 06′ 52″ nord, 2° 30′ 13″ est                    | « PA00093512 »                                      | Inscrit                                             | 1986                                                | Château de Lamargé                                         |
| Château de Palmont                                         | Fontanges                                       |                                                         | 45° 07′ 36″ nord, 2° 28′ 56″ est                    | « PA00093513 »                                      | Inscrit                                             | 1970                                                | Image manquante Téléverser                                 |
| Église Saint-Vincent                                       | Fontanges                                       |                                                         | 45° 06′ 49″ nord, 2° 30′ 08″ est                    | « PA00093514 »                                      | Inscrit                                             | 1927                                                | Église Saint-Vincent                                       |
| Église Saint-Bonnet                                        | Giou-de-Mamou                                   |                                                         | 44° 55′ 53″ nord, 2° 30′ 49″ est                    | « PA00093515 »                                      | Inscrit                                             | 1980                                                | Image manquante Téléverser                                 |
| Église de la Nativité-de-la-Vierge                         | Girgols                                         |                                                         | 45° 02′ 20″ nord, 2° 28′ 49″ est                    | « PA00093516 »                                      | Classé                                              | 1982                                                | Église de la Nativité-de-la-Vierge                         |
| Château de La Grillère                                     | Glénat                                          |                                                         | 44° 54′ 07″ nord, 2° 10′ 45″ est                    | « PA00093517 »                                      | Inscrit                                             | 1987                                                | Château de La Grillère                                     |
| Église Saint-Men                                           | Gourdièges                                      |                                                         | 44° 56′ 15″ nord, 2° 52′ 53″ est                    | « PA00093518 »                                      | Inscrit                                             | 1985                                                | Image manquante Téléverser                                 |
| Église Saint-Martin                                        | Jaleyrac                                        |                                                         | 45° 15′ 50″ nord, 2° 22′ 14″ est                    | « PA00093519 »                                      | Inscrit                                             | 1925                                                | Église Saint-Martin                                        |
| Maison Anjaliac                                            | Jaleyrac                                        | Rue du Four                                             | 45° 15′ 50″ nord, 2° 22′ 12″ est                    | « PA15000059 »                                      | Inscrit                                             | 10 février 2020                                     | Maison Anjaliac                                            |
| Viaduc du Mars                                             | Jaleyrac Également sur Méallet                  |                                                         | 45° 16′ 29″ nord, 2° 23′ 24″ est                    | « PA15000035 »                                      | Inscrit                                             | 2006                                                | Viaduc du Mars                                             |
| Église Notre-Dame-de-l'Assomption                          | Jou-sous-Monjou                                 |                                                         | 44° 56′ 18″ nord, 2° 39′ 51″ est                    | « PA00093520 »                                      | Classé                                              | 1925                                                | Église Notre-Dame-de-l'Assomption                          |
| Château de Mardogne                                        | Joursac                                         |                                                         | 45° 08′ 28″ nord, 3° 00′ 06″ est                    | « PA00093521 »                                      | Classé                                              | 1980                                                | Château de Mardogne                                        |
| Dolmen de Recoules                                         | Joursac                                         |                                                         | 45° 09′ 32″ nord, 2° 59′ 51″ est                    | « PA00093522 »                                      | Classé                                              | 1977                                                | Dolmen de Recoules                                         |
| Église Saint-Étienne                                       | Joursac                                         |                                                         | 45° 08′ 32″ nord, 3° 00′ 25″ est                    | « PA00093763 »                                      | Inscrit                                             | 1992                                                | Église Saint-Étienne                                       |
| Maison                                                     | Joursac                                         |                                                         | 45° 08′ 31″ nord, 3° 00′ 19″ est                    | « PA00093523 »                                      | Inscrit                                             | 1972                                                | Maison                                                     |
| Ferme de Pressoire                                         | Junhac                                          |                                                         | 44° 43′ 16″ nord, 2° 27′ 07″ est                    | « PA00125275 »                                      | Inscrit                                             | 1993                                                | Image manquante Téléverser                                 |
| Château de Viescamp                                        | Lacapelle-Viescamp                              |                                                         | 44° 55′ 11″ nord, 2° 16′ 49″ est                    | « PA00132792 »                                      | Inscrit                                             | 1994                                                | Château de Viescamp                                        |
| Château de Val                                             | Lanobre                                         |                                                         | 45° 26′ 34″ nord, 2° 30′ 19″ est                    | « PA00093524 »                                      | Classé Inscrit                                      | 1946 1961 1990                                      | Château de Val                                             |
| Église Saint-Jacques-le-Majeur                             | Lanobre                                         |                                                         | 45° 26′ 12″ nord, 2° 32′ 03″ est                    | « PA00093525 »                                      | Classé                                              | 1963                                                | Église Saint-Jacques-le-Majeur                             |
| château de Laroque                                         | Laroquebrou                                     |                                                         | 44° 58′ 10″ nord, 2° 11′ 20″ est                    | « PA00093526 »                                      | Inscrit                                             | 1972                                                | château de Laroque                                         |
| Château de Messac                                          | Laroquebrou                                     |                                                         | 44° 58′ 17″ nord, 2° 11′ 34″ est                    | « PA00093527 »                                      | Inscrit                                             | 1972                                                | Château de Messac                                          |
| Église Saint-Martin                                        | Laroquebrou                                     |                                                         | 44° 58′ 05″ nord, 2° 11′ 26″ est                    | « PA00093528 »                                      | Classé                                              | 1914                                                | Église Saint-Martin                                        |
| Hôtel de ville                                             | Laroquebrou                                     |                                                         | 44° 58′ 05″ nord, 2° 11′ 21″ est                    | « PA00093529 »                                      | Inscrit                                             | 1979                                                | Hôtel de ville                                             |
| Église Saint-Pardoux                                       | Laroquevieille                                  |                                                         | 45° 00′ 58″ nord, 2° 30′ 39″ est                    | « PA00093530 »                                      | Inscrit                                             | 1988                                                | Église Saint-Pardoux                                       |
| Église Saint-Rémi                                          | Lascelle                                        |                                                         | 45° 01′ 21″ nord, 2° 34′ 30″ est                    | « PA00093531 »                                      | Classé                                              | 1930                                                | Église Saint-Rémi                                          |
| Église Notre-Dame                                          | Laurie                                          |                                                         | 45° 16′ 36″ nord, 3° 06′ 00″ est                    | « PA00093532 »                                      | Inscrit                                             | 1927                                                | Église Notre-Dame                                          |
| Château d'eau du Lioran                                    | Laveissière                                     | Gare du Lioran                                          | 45° 05′ 25″ nord, 2° 45′ 05″ est                    | « PA00093739 »                                      | Inscrit                                             | 1991                                                | Château d'eau du Lioran                                    |
| Maison Saury                                               | Lavigerie                                       | La Courbatière                                          | 45° 07′ 52″ nord, 2° 44′ 25″ est                    | « PA15000033 »                                      | Inscrit                                             | 2006                                                | Maison Saury                                               |
| Prieuré de Notre-Dame-du-Pont                              | Leynhac                                         | La Chapelle du Pont                                     | 44° 45′ 07″ nord, 2° 15′ 21″ est                    | « PA00093533 »                                      | Inscrit Classé                                      | 1977                                                | Prieuré de Notre-Dame-du-Pont                              |
| Église Saint-Blaise                                        | Leyvaux                                         |                                                         | 45° 18′ 48″ nord, 3° 04′ 14″ est                    | « PA00093534 »                                      | Classé                                              | 1979                                                | Église Saint-Blaise                                        |
| Église Saint-Sébastien                                     | Lorcières                                       |                                                         | 44° 57′ 28″ nord, 3° 16′ 32″ est                    | « PA00093535 »                                      | Inscrit                                             | 1986                                                | Église Saint-Sébastien                                     |
| Site archéologique de Rissergues                           | Malbo                                           |                                                         | 44° 59′ 16″ nord, 2° 45′ 13″ est                    | « PA15000049 »                                      | Inscrit                                             | 2013                                                | Site archéologique de Rissergues                           |
| Église Saint-Blaise                                        | Marcenat                                        |                                                         | 45° 18′ 18″ nord, 2° 49′ 41″ est                    | « PA00093751 »                                      | Inscrit                                             | 1992                                                | Église Saint-Blaise                                        |
| Église Sainte-Croix-et-Saint-Pierre                        | Marchastel                                      |                                                         | 45° 16′ 58″ nord, 2° 43′ 33″ est                    | « PA00093752 »                                      | Inscrit                                             | 2018                                                | Église Sainte-Croix-et-Saint-Pierre                        |
| Église Saint-Martin                                        | Marcolès                                        |                                                         | 44° 46′ 56″ nord, 2° 21′ 12″ est                    | « PA15000023 »                                      | Inscrit                                             | 2003                                                | Église Saint-Martin                                        |
| Fortifications                                             | Marcolès                                        |                                                         | 44° 46′ 54″ nord, 2° 21′ 13″ est                    | « PA15000022 »                                      | Inscrit                                             | 2003                                                | Fortifications                                             |
| Château d'Estang                                           | Marmanhac                                       |                                                         | 44° 59′ 58″ nord, 2° 28′ 07″ est                    | « PA15000029 »                                      | Inscrit                                             | 2005                                                | Château d'Estang                                           |
| Château de Sedaiges                                        | Marmanhac                                       |                                                         | 45° 00′ 06″ nord, 2° 29′ 00″ est                    | « PA00093540 »                                      | Inscrit                                             | 1987                                                | Château de Sedaiges                                        |
| Château de La Voulte                                       | Marmanhac                                       |                                                         | 45° 00′ 18″ nord, 2° 29′ 16″ est                    | « PA00125276 »                                      | Inscrit                                             | 1993                                                | Château de La Voulte                                       |
| Église Saint-Saturnin                                      | Marmanhac                                       | Place de l'Église                                       | 45° 00′ 13″ nord, 2° 28′ 59″ est                    | « PA00093746 »                                      | Inscrit                                             | 1992                                                | Église Saint-Saturnin                                      |
| Maison Pradelle                                            | Marmanhac                                       | Pradelle                                                | 45° 00′ 34″ nord, 2° 29′ 29″ est                    | « PA15000048 »                                      | Inscrit                                             | 2012                                                | Image manquante Téléverser                                 |
| Chapelle Sainte-Madeleine                                  | Massiac                                         |                                                         | 45° 16′ 14″ nord, 3° 11′ 51″ est                    | « PA00093541 »                                      | Classé                                              | 1982                                                | Chapelle Sainte-Madeleine                                  |
| Église Saint-Victor                                        | Massiac                                         | Bussac                                                  | 45° 15′ 41″ nord, 3° 10′ 31″ est                    | « PA15000008 »                                      | Inscrit                                             | 1998                                                | Église Saint-Victor                                        |
| Basilique Notre-Dame-des-Miracles                          | Mauriac                                         |                                                         | 45° 13′ 05″ nord, 2° 19′ 55″ est                    | « PA00093544 »                                      | Classé                                              | 1840                                                | Basilique Notre-Dame-des-Miracles                          |
| Portail du lycée Marmontel                                 | Mauriac                                         | Rue du Collège                                          | 45° 13′ 01″ nord, 2° 19′ 53″ est                    | « PA00093542 »                                      | Inscrit                                             | 1927                                                | Portail du lycée Marmontel                                 |
| Fontaine Monthyon                                          | Mauriac                                         | Boulevard Monthyon                                      | 45° 13′ 07″ nord, 2° 19′ 52″ est                    | « PA15000024 »                                      | Inscrit                                             | 2003                                                | Fontaine Monthyon                                          |
| Hôtel d'Orcet                                              | Mauriac                                         | Rue Guillaume Duprat                                    | 45° 13′ 00″ nord, 2° 19′ 54″ est                    | « PA00093546 »                                      | Inscrit Classé                                      | 1927 1928                                           | Hôtel d'Orcet                                              |
| Monastère Saint-Pierre                                     | Mauriac                                         | 5 place Georges-Pompidou                                | 45° 13′ 03″ nord, 2° 19′ 55″ est                    | « PA00093545 »                                      | Classé Inscrit                                      | 1987 2019                                           | Monastère Saint-Pierre                                     |
| Église Saint-Césaire                                       | Maurs                                           |                                                         | 44° 42′ 38″ nord, 2° 11′ 54″ est                    | « PA00093547 »                                      | Classé                                              | 1970                                                | Église Saint-Césaire                                       |
| Château de Montbrun                                        | Méallet                                         |                                                         | 45° 14′ 06″ nord, 2° 25′ 04″ est                    | « PA15000009 »                                      | Inscrit                                             | 1998                                                | Image manquante Téléverser                                 |
| Église Saint-Georges                                       | Méallet                                         |                                                         | 45° 15′ 15″ nord, 2° 25′ 50″ est                    | « PA00093548 »                                      | Inscrit                                             | 1970                                                | Église Saint-Georges                                       |
| Viaduc du Mars                                             | Méallet Également sur Jaleyrac                  |                                                         | 45° 16′ 29″ nord, 2° 23′ 24″ est                    | « PA15000035 »                                      | Inscrit                                             | 2006                                                | Viaduc du Mars                                             |
| Viaduc de la Sumène                                        | Méallet Également sur Bassignac                 |                                                         | 45° 17′ 51″ nord, 2° 23′ 23″ est                    | « PA15000036 »                                      | Inscrit                                             | 2006                                                | Viaduc de la Sumène                                        |
| Église Saint-Pierre                                        | Menet                                           |                                                         | 45° 17′ 45″ nord, 2° 35′ 08″ est                    | « PA00093549 »                                      | Classé                                              | 1922                                                | Église Saint-Pierre                                        |
| Église Sainte-Madeleine                                    | Mentières                                       |                                                         | 45° 04′ 12″ nord, 3° 08′ 16″ est                    | « PA15000003 »                                      | Inscrit                                             | 1997                                                | Église Sainte-Madeleine                                    |
| Église Saint-Léger                                         | Molèdes                                         |                                                         | 45° 15′ 46″ nord, 3° 02′ 24″ est                    | « PA00093747 »                                      | Inscrit                                             | 1992                                                | Église Saint-Léger                                         |
| Tour de Colombine                                          | Molèdes                                         |                                                         | 45° 15′ 38″ nord, 3° 02′ 59″ est                    | « PA00093748 »                                      | Inscrit                                             | 1992                                                | Tour de Colombine                                          |
| Chapelle de Vauclair                                       | Molompize                                       | Vauclair                                                | 45° 12′ 31″ nord, 3° 05′ 56″ est                    | « PA00093550 »                                      | Classé                                              | 1921                                                | Chapelle de Vauclair                                       |
| Château d'Aurouze                                          | Molompize                                       |                                                         | 45° 14′ 23″ nord, 3° 08′ 30″ est                    | « PA00093551 »                                      | Inscrit                                             | 1972                                                | Château d'Aurouze                                          |
| Église Sainte-Foy                                          | Molompize                                       |                                                         | 45° 13′ 52″ nord, 3° 07′ 41″ est                    | « PA00093552 »                                      | Inscrit                                             | 2006                                                | Église Sainte-Foy                                          |
| Château de Murat-la-Rabbe                                  | La Monselie                                     |                                                         | 45° 19′ 00″ nord, 2° 33′ 22″ est                    | « PA00093724 »                                      | Inscrit                                             | 1984                                                | Image manquante Téléverser                                 |
| Église Saint-Victor-et-Sainte-Madeleine de Chastel-Marlhac | Le Monteil                                      |                                                         | 45° 19′ 21″ nord, 2° 30′ 57″ est                    | « PA00093553 »                                      | Inscrit                                             | 1963                                                | Église Saint-Victor-et-Sainte-Madeleine de Chastel-Marlhac |
| Église Sainte-Marie                                        | Montmurat                                       |                                                         | 44° 37′ 44″ nord, 2° 12′ 04″ est                    | « PA15000027 »                                      | Inscrit                                             | 2004                                                | Image manquante Téléverser                                 |
| Abbaye Notre-Dame-de-l'Assomption                          | Montsalvy                                       |                                                         | 44° 42′ 25″ nord, 2° 30′ 03″ est                    | « PA00093554 »                                      | Inscrit Classé                                      | 1942 1982                                           | Abbaye Notre-Dame-de-l'Assomption                          |
| Portes de Montsalvy Porte nord                             | Montsalvy                                       | Rue Marcelin-Boulle                                     | 44° 42′ 29″ nord, 2° 30′ 03″ est                    | « PA00093555 »                                      | Inscrit                                             | 1973                                                | Image manquante Téléverser                                 |
| Portes de Montsalvy Porte sud                              | Montsalvy                                       | Rue Marcelin-Boulle                                     | 44° 42′ 23″ nord, 2° 30′ 01″ est                    | « PA00093555 »                                      | Inscrit                                             | 1973                                                | Image manquante Téléverser                                 |
| Demeure de Dilhac                                          | Montvert                                        |                                                         | 44° 59′ 07″ nord, 2° 08′ 57″ est                    | « PA00093557 »                                      | Inscrit                                             | 2002                                                | Demeure de Dilhac                                          |
| Église Saint-Géraud                                        | Montvert                                        |                                                         | 44° 59′ 40″ nord, 2° 09′ 38″ est                    | « PA00093556 »                                      | Classé                                              | 1921                                                | Église Saint-Géraud                                        |
| Chapelle Notre-Dame-de-Claviers                            | Moussages                                       | Jailhac                                                 | 45° 13′ 27″ nord, 2° 27′ 03″ est                    | « PA00093558 »                                      | Inscrit                                             | 1986                                                | Chapelle Notre-Dame-de-Claviers                            |
| Croix du cimetière                                         | Moussages                                       |                                                         | 45° 14′ 16″ nord, 2° 28′ 36″ est                    | « PA00093559 »                                      | Inscrit                                             | 1935                                                | Image manquante Téléverser                                 |
| Église Saint-Barthélemy                                    | Moussages                                       |                                                         | 45° 14′ 17″ nord, 2° 28′ 03″ est                    | « PA00093560 »                                      | Inscrit                                             | 2019                                                | Église Saint-Barthélemy                                    |
| Fontaine                                                   | Moussages                                       |                                                         | 45° 14′ 16″ nord, 2° 28′ 04″ est                    | « PA00093561 »                                      | Inscrit                                             | 1971                                                | Fontaine                                                   |
| Ancien tribunal                                            | Murat                                           | 4 rue du Faubourg-Notre-Dame                            | 45° 06′ 39″ nord, 2° 52′ 12″ est                    | « PA00093743 »                                      | Inscrit                                             | 1991                                                | Ancien tribunal                                            |
| Chapelle Saint-Antoine                                     | Murat                                           | Chastel-sur-Murat                                       | 45° 07′ 24″ nord, 2° 51′ 19″ est                    | « PA00093492 »                                      | Classé                                              | 1947                                                | Chapelle Saint-Antoine                                     |
| Château d'Anterroches                                      | Murat                                           |                                                         | 45° 06′ 22″ nord, 2° 51′ 08″ est                    | « PA15000039 »                                      | Inscrit                                             | 2008                                                | Château d'Anterroches                                      |
| Château de Massebeau                                       | Murat                                           |                                                         | 45° 06′ 57″ nord, 2° 51′ 10″ est                    | « PA00093563 »                                      | Inscrit                                             | 1980                                                | Château de Massebeau                                       |
| Collégiale Notre-Dame                                      | Murat                                           |                                                         | 45° 06′ 43″ nord, 2° 52′ 07″ est                    | « PA00093740 »                                      | Inscrit                                             | 1991                                                | Collégiale Notre-Dame                                      |
| Ferme de la Grange                                         | Murat                                           | 41 rue du Faubourg-Notre-Dame                           | 45° 06′ 32″ nord, 2° 52′ 21″ est                    | « PA00093742 »                                      | Inscrit                                             | 1991                                                | Ferme de la Grange                                         |
| Halle                                                      | Murat                                           | Rue Saint-Michel                                        | 45° 06′ 42″ nord, 2° 52′ 05″ est                    | « PA00093741 »                                      | Inscrit                                             | 1991                                                | Halle                                                      |
| Maison du Bailliage                                        | Murat                                           | 8 place Gandillhon Gens d'Armes                         | 45° 06′ 42″ nord, 2° 52′ 07″ est                    | « PA00093562 »                                      | Inscrit                                             | 1985                                                | Maison du Bailliage                                        |
| Maison consulaire                                          | Murat                                           | 26 rue du Faubourg Notre-Dame                           | 45° 06′ 37″ nord, 2° 52′ 15″ est                    | « PA00093565 »                                      | Inscrit                                             | 1927                                                | Maison consulaire                                          |
| Maison Hurgon                                              | Murat                                           | 28-30 rue du Bon-Secours 13 rue Saint-Jean-de-l'Hôpital | 45° 06′ 41″ nord, 2° 52′ 09″ est                    | « PA00093564 »                                      | Inscrit                                             | 2007                                                | Maison Hurgon                                              |
| Village fortifié du Roch                                   | Murat                                           | Chastel-sur-Murat                                       | 45° 07′ 15″ nord, 2° 51′ 23″ est                    | « PA00093493 »                                      | Classé                                              | 1924                                                | Image manquante Téléverser                                 |
| Commanderie de Celles                                      | Neussargues en Pinatelle                        | Celles                                                  | 45° 07′ 14″ nord, 2° 57′ 36″ est                    | « PA00093482 »                                      | Classé                                              | 1990                                                | Commanderie de Celles                                      |
| Croix de Mons                                              | Neussargues en Pinatelle                        | Mons Chalinargues                                       | 45° 09′ 32″ nord, 2° 57′ 20″ est                    | « PA00093485 »                                      | Classé                                              | 1922                                                | Croix de Mons                                              |
| Église Sainte-Anastasie                                    | Neussargues en Pinatelle                        | Rue Saint-Eustache Sainte-Anastasie                     | 45° 10′ 20″ nord, 2° 58′ 13″ est                    | « PA00093596 »                                      | Inscrit                                             | 1986                                                | Église Sainte-Anastasie                                    |
| Église Saint-Barthélemy                                    | Neussargues en Pinatelle                        | Rue de l'Abbé Labouderie Chalinargues                   | 45° 09′ 15″ nord, 2° 55′ 58″ est                    | « PA00093486 »                                      | Inscrit                                             | 1925                                                | Église Saint-Barthélemy                                    |
| Église Saint-Hilaire                                       | Neussargues en Pinatelle                        | Rue du Four Moissac                                     | 45° 08′ 45″ nord, 2° 58′ 22″ est                    | « PA00093567 »                                      | Inscrit                                             | 1926                                                | Église Saint-Hilaire                                       |
| Château de Rochebrune                                      | Neuvéglise-sur-Truyère                          | Oradour                                                 | 44° 56′ 56″ nord, 2° 56′ 03″ est                    | « PA00093569 »                                      | Inscrit                                             | 2000                                                | Image manquante Téléverser                                 |
| Grand dolmen de la Table au Loup                           | Neuvéglise-sur-Truyère                          | Sériers                                                 | 44° 59′ 13″ nord, 3° 00′ 36″ est                    | « PA00093691 »                                      | Classé                                              | 1911                                                | Grand dolmen de la Table au Loup                           |
| Menhir de Bargueyrac ou menhir de la Pierre Plantade       | Neuvéglise-sur-Truyère                          | Sériers                                                 | 44° 58′ 49″ nord, 3° 00′ 19″ est                    | « PA00093693 »                                      | Classé                                              | 1911                                                | Menhir de Bargueyracou menhir de la Pierre Plantade        |
| Croix-Grosse                                               | Neuvéglise-sur-Truyère                          | Sériers                                                 | 44° 58′ 25″ nord, 3° 02′ 03″ est                    | « PA00093692 »                                      | Classé                                              | 1911                                                | Croix-Grosse                                               |
| Grange Maziol                                              | Nieudan                                         | Le bourg                                                | 44° 59′ 00″ nord, 2° 14′ 35″ est                    | « PA15000038 »                                      | Inscrit                                             | 2007                                                | Image manquante Téléverser                                 |
| Pigeonnier-chapelle du Bruel                               | Nieudan                                         | Bruel                                                   | 44° 59′ 52″ nord, 2° 15′ 24″ est                    | « PA15000040 »                                      | Inscrit                                             | 2008                                                | Image manquante Téléverser                                 |
| Château de La Plaze                                        | Omps                                            |                                                         | 44° 52′ 38″ nord, 2° 16′ 35″ est                    | « PA00093568 »                                      | Inscrit                                             | 2002                                                | Château de La Plaze                                        |
| Habitations du Puy de Bane                                 | Pailherols                                      |                                                         | 44° 58′ 05″ nord, 2° 41′ 56″ est                    | « PA00093570 »                                      | Classé                                              | 1923                                                | Image manquante Téléverser                                 |
| Église Saint-Julien                                        | Paulhac                                         |                                                         | 45° 00′ 25″ nord, 2° 54′ 18″ est                    | « PA00093571 »                                      | Inscrit                                             | 1968                                                | Église Saint-Julien                                        |
| Chapelle Notre-Dame                                        | Paulhenc                                        | Turlande                                                | 44° 52′ 35″ nord, 2° 49′ 34″ est                    | « PA15000001 »                                      | Inscrit                                             | 1996                                                | Image manquante Téléverser                                 |
| Château d'Estresses                                        | Paulhenc                                        |                                                         | 44° 52′ 45″ nord, 2° 47′ 52″ est                    | « PA15000042 »                                      | Inscrit                                             | 2008                                                | Image manquante Téléverser                                 |
| Église Saint-Saturnin                                      | Paulhenc                                        |                                                         | 44° 53′ 20″ nord, 2° 49′ 03″ est                    | « PA15000004 »                                      | Inscrit                                             | 1997                                                | Église Saint-Saturnin                                      |
| Maison des Fontanges                                       | Paulhenc                                        | Le Bourg                                                | 44° 53′ 20″ nord, 2° 49′ 01″ est                    | « PA00093572 »                                      | Classé                                              | 1953                                                | Image manquante Téléverser                                 |
| Vestiges de Fonds de Cabanes                               | Peyrusse                                        |                                                         | 45° 11′ 24″ nord, 3° 04′ 15″ est                    | « PA00093573 »                                      | Inscrit                                             | 1952                                                | Image manquante Téléverser                                 |
| Monument aux morts de Pierrefort                           | Pierrefort                                      |                                                         | 44° 55′ 16″ nord, 2° 50′ 22″ est                    | « PA15000053 »                                      | Inscrit                                             | 2019                                                | Image manquante Téléverser                                 |
| Château de Branzac                                         | Pleaux                                          |                                                         | 45° 06′ 46″ nord, 2° 19′ 26″ est                    | « PA00093574 »                                      | Classé                                              | 1921                                                | Château de Branzac                                         |
| Église Saint-Sauveur                                       | Pleaux                                          |                                                         | 45° 08′ 03″ nord, 2° 13′ 33″ est                    | « PA00093575 »                                      | Inscrit                                             | 2017                                                | Église Saint-Sauveur                                       |
| Château de la Cavade                                       | Polminhac                                       |                                                         | 44° 58′ 27″ nord, 2° 35′ 19″ est                    | « PA00093576 »                                      | Inscrit                                             | 1986                                                | Image manquante Téléverser                                 |
| Château de Clavières                                       | Polminhac                                       |                                                         | 44° 56′ 46″ nord, 2° 35′ 22″ est                    | « PA15000060 »                                      | Inscrit                                             | 2021                                                | Château de Clavières                                       |
| Château de Pesteils                                        | Polminhac                                       |                                                         | 44° 57′ 12″ nord, 2° 34′ 31″ est                    | « PA00093577 »                                      | Classé                                              | 1994                                                | Château de Pesteils                                        |
| Château de Vixouze                                         | Polminhac                                       |                                                         | 44° 56′ 26″ nord, 2° 35′ 37″ est                    | « PA00093578 »                                      | Inscrit                                             | 2000                                                | Château de Vixouze                                         |
| Croix de chemin                                            | Polminhac                                       | C.D. 57 C.V. 7                                          | 44° 57′ 05″ nord, 2° 34′ 38″ est                    | « PA00093579 »                                      | Classé                                              | 1971                                                | Croix de chemin                                            |
| Église Saint-Victor                                        | Polminhac                                       |                                                         | 44° 57′ 05″ nord, 2° 34′ 34″ est                    | « PA00093580 »                                      | Inscrit                                             | 1927 2019                                           | Église Saint-Victor                                        |
| Château de Lamothe                                         | Puycapel                                        | Calvinet                                                | 44° 42′ 10″ nord, 2° 21′ 29″ est                    | « PA00125273 »                                      | Inscrit                                             | 1993                                                | Château de Lamothe                                         |
| Château de Cropières                                       | Raulhac                                         |                                                         | 44° 55′ 23″ nord, 2° 39′ 38″ est                    | « PA00093581 »                                      | Classé                                              | 1986                                                | Château de Cropières                                       |
| Château de Messilhac                                       | Raulhac                                         |                                                         | 44° 52′ 27″ nord, 2° 38′ 00″ est                    | « PA00093582 »                                      | Classé                                              | 1921                                                | Château de Messilhac                                       |
| Église Saint-Pierre                                        | Raulhac                                         |                                                         | 44° 53′ 57″ nord, 2° 39′ 18″ est                    | « PA00093583 »                                      | Inscrit                                             | 1927                                                | Église Saint-Pierre                                        |
| Ferme de la Borie-Grande                                   | Raulhac                                         | Laborie-Grande                                          | 44° 52′ 36″ nord, 2° 38′ 28″ est                    | « PA00093727 »                                      | Inscrit                                             | 1990                                                | Ferme de la Borie-Grande                                   |
| Château de Broussette                                      | Reilhac                                         |                                                         | 44° 57′ 23″ nord, 2° 23′ 55″ est                    | « PA00093584 »                                      | Inscrit                                             | 2003                                                | Château de Broussette                                      |
| Église Saint-Laurent                                       | Reilhac                                         |                                                         | 44° 58′ 24″ nord, 2° 25′ 19″ est                    | « PA00093566 »                                      | Inscrit                                             | 1968                                                | Église Saint-Laurent                                       |
| Église Saint-Georges                                       | Riom-ès-Montagnes                               |                                                         | 45° 16′ 54″ nord, 2° 39′ 36″ est                    | « PA00093585 »                                      | Classé                                              | 1924                                                | Église Saint-Georges                                       |
| Habitations préhistoriques de Châteauneuf                  | Riom-ès-Montagnes                               | Les Barthes                                             | 45° 18′ 31″ nord, 2° 37′ 53″ est                    | « PA00093586 »                                      | Classé                                              | 1924                                                | Image manquante Téléverser                                 |
| Viaduc de Barajol                                          | Riom-ès-Montagnes également sur Saint-Amandin   |                                                         | 45° 18′ 14″ nord, 2° 41′ 40″ est                    | « PA00093587 »                                      | Inscrit                                             | 1984                                                | Viaduc de Barajol                                          |
| Église Saint-Gal                                           | Roffiac                                         |                                                         | 45° 03′ 08″ nord, 3° 02′ 23″ est                    | « PA00093589 »                                      | Classé                                              | 1921                                                | Église Saint-Gal                                           |
| Château de la Pachevie                                     | Rouffiac                                        |                                                         | 45° 02′ 18″ nord, 2° 06′ 55″ est                    | « PA00093728 »                                      | Inscrit                                             | 1990                                                | Image manquante Téléverser                                 |
| Église Saint-Martin                                        | Rouffiac                                        |                                                         | 45° 01′ 22″ nord, 2° 08′ 12″ est                    | « PA00093590 »                                      | Inscrit                                             | 1984                                                | Église Saint-Martin                                        |
| Château de Ruynes                                          | Ruynes-en-Margeride                             |                                                         | 44° 59′ 57″ nord, 3° 13′ 31″ est                    | « PA00093591 »                                      | Inscrit                                             | 1981                                                | Image manquante Téléverser                                 |
| École de Signalauze                                        | Ruynes-en-Margeride                             | Signalauze                                              | 44° 59′ 15″ nord, 3° 11′ 32″ est                    | « PA00125277 »                                      | Inscrit                                             | 1993                                                | École de Signalauze                                        |
| Viaduc de Garabit                                          | Ruynes-en-Margeride également sur Val d'Arcomie |                                                         | 44° 58′ 32″ nord, 3° 10′ 38″ est                    | « PA00093592 »                                      | Classé                                              | 2017                                                | Viaduc de Garabit                                          |
| Chapelle Notre-Dame-du-Château                             | Saignes                                         |                                                         | 45° 20′ 01″ nord, 2° 28′ 51″ est                    | « PA00093593 »                                      | Classé                                              | 1921                                                | Chapelle Notre-Dame-du-Château                             |
| Église Sainte-Croix                                        | Saignes                                         |                                                         | 45° 20′ 05″ nord, 2° 28′ 48″ est                    | « PA00093593 »                                      | Classé                                              | 1921                                                | Église Sainte-Croix                                        |
| Église Saint-Étienne                                       | Saint-Amandin                                   | Place du 19 mars 1962                                   | 45° 20′ 36″ nord, 2° 41′ 36″ est                    | « PA00093594 »                                      | Inscrit                                             | 1949 1969                                           | Église Saint-Étienne                                       |
| Viaduc de Barajol                                          | Saint-Amandin également sur Riom-ès-Montagnes   |                                                         | 45° 18′ 14″ nord, 2° 41′ 40″ est                    | « PA00093595 »                                      | Inscrit                                             | 1984                                                | Viaduc de Barajol                                          |
| Château de Leybros                                         | Saint-Bonnet-de-Salers                          |                                                         | 45° 08′ 45″ nord, 2° 27′ 26″ est                    | « PA00093597 »                                      | Inscrit                                             | 2002                                                | Image manquante Téléverser                                 |
| Église Saint-Bonnet                                        | Saint-Bonnet-de-Salers                          |                                                         | 45° 09′ 38″ nord, 2° 27′ 13″ est                    | « PA15000026 »                                      | Inscrit                                             | 2003                                                | Église Saint-Bonnet                                        |
| Château du Cambon                                          | Saint-Cernin                                    |                                                         | 45° 03′ 47″ nord, 2° 25′ 59″ est                    | « PA00093598 »                                      | Inscrit                                             | 1982                                                | Château du Cambon                                          |
| Château de Faussanges                                      | Saint-Cernin                                    |                                                         | 45° 03′ 03″ nord, 2° 28′ 01″ est                    | « PA00093599 »                                      | Inscrit                                             | 2001                                                | Image manquante Téléverser                                 |
| Château de Ragheaud                                        | Saint-Cernin                                    |                                                         | 45° 02′ 43″ nord, 2° 23′ 41″ est                    | « PA00093600 »                                      | Inscrit                                             | 1964                                                | Château de Ragheaud                                        |
| Tour de Marzes                                             | Saint-Cernin                                    |                                                         | 45° 04′ 10″ nord, 2° 26′ 57″ est                    | « PA00093602 »                                      | Inscrit                                             | 1964                                                | Tour de Marzes                                             |
| Église Saint-Cernin                                        | Saint-Cernin                                    |                                                         | 45° 03′ 34″ nord, 2° 25′ 17″ est                    | « PA00093601 »                                      | Inscrit                                             | 1927 2019                                           | Image manquante Téléverser                                 |
| Château de Saint-Chamant                                   | Saint-Chamant                                   |                                                         | 45° 05′ 18″ nord, 2° 26′ 45″ est                    | « PA00093603 »                                      | Inscrit                                             | 2022                                                | Image manquante Téléverser                                 |
| Couvent du chapitre de Saint-Chamant                       | Saint-Chamant                                   |                                                         | 45° 05′ 21″ nord, 2° 26′ 32″ est                    | « PA15000012 »                                      | Inscrit                                             | 2001                                                | Image manquante Téléverser                                 |
| Église Saint-Cyr-et-Sainte-Julitte                         | Saint-Cirgues-de-Jordanne                       |                                                         | 45° 01′ 40″ nord, 2° 34′ 52″ est                    | « PA00093604 »                                      | Inscrit                                             | 1986                                                | Église Saint-Cyr-et-Sainte-Julitte                         |
| Commanderie de l'Hôpital-Chaufranche                       | Saint-Cirgues-de-Malbert                        |                                                         | 45° 05′ 52″ nord, 2° 23′ 35″ est                    | « PA15000044 »                                      | Inscrit                                             | 2010                                                | Image manquante Téléverser                                 |
| Église Saint-Cyr                                           | Saint-Cirgues-de-Malbert                        |                                                         | 45° 04′ 27″ nord, 2° 22′ 13″ est                    | « PA00093605 »                                      | Inscrit                                             | 1978                                                | Image manquante Téléverser                                 |
| Église Saint-Clément                                       | Saint-Clément                                   |                                                         | 44° 58′ 29″ nord, 2° 39′ 41″ est                    | « PA00093734 »                                      | Inscrit                                             | 1990                                                | Église Saint-Clément                                       |
| Château de Merle                                           | Saint-Constant-Fournoulès                       | Saint-Constant                                          | 44° 40′ 49″ nord, 2° 15′ 41″ est                    | « PA00093606 »                                      | Inscrit                                             | 1964                                                | Image manquante Téléverser                                 |
| Église Sainte-Agathe                                       | Sainte-Marie                                    |                                                         | 44° 52′ 38″ nord, 2° 53′ 06″ est                    | « PA15000002 »                                      | Inscrit                                             | 1996                                                | Image manquante Téléverser                                 |
| Pont de Tréboul                                            | Sainte-Marie et Lieutadès                       |                                                         | 44° 52′ 34″ nord, 2° 51′ 58″ est                    | « PA00093645 »                                      | Inscrit                                             | 1927                                                | Pont de Tréboul                                            |
| Église Saint-Étienne                                       | Saint-Étienne-de-Carlat                         |                                                         | 44° 54′ 15″ nord, 2° 34′ 28″ est                    | « PA00093729 »                                      | Inscrit                                             | 1990                                                | Image manquante Téléverser                                 |
| Église Saint-Étienne-et-Saint-Clair                        | Saint-Étienne-de-Chomeil                        |                                                         | 45° 20′ 34″ nord, 2° 36′ 06″ est                    | « PA00093607 »                                      | Inscrit                                             | 1993                                                | Église Saint-Étienne-et-Saint-Clair                        |
|                                                            | Saint-Flour                                     | Voir liste des monuments historiques de Saint-Flour     | Voir liste des monuments historiques de Saint-Flour | Voir liste des monuments historiques de Saint-Flour | Voir liste des monuments historiques de Saint-Flour | Voir liste des monuments historiques de Saint-Flour | Voir liste des monuments historiques de Saint-Flour        |
| Château de Varillettes                                     | Saint-Georges                                   |                                                         | 45° 01′ 39″ nord, 3° 08′ 53″ est                    | « PA00093638 »                                      | Inscrit                                             | 1982                                                | Château de Varillettes                                     |
| Dolmen de Mons (ou dolmen de Chausse)                      | Saint-Georges                                   |                                                         | 45° 02′ 36″ nord, 3° 06′ 54″ est                    | « PA00093639 »                                      | Classé                                              | 1980                                                | Dolmen de Mons (ou dolmen de Chausse)                      |
| Tumuli de Chausse (ou tumuli de la Chau)                   | Saint-Georges                                   |                                                         | 45° 02′ 39″ nord, 3° 06′ 54″ est                    | « PA00093640 »                                      | Inscrit                                             | 2010                                                | Tumuli de Chausse (ou tumuli de la Chau)                   |
| Église Saint-Hippolyte                                     | Saint-Hippolyte                                 |                                                         | 45° 13′ 24″ nord, 2° 42′ 17″ est                    | « PA00093641 »                                      | Inscrit                                             | 1934                                                | Église Saint-Hippolyte                                     |
| Chapelle d'Albart                                          | Saint-Illide                                    |                                                         | 45° 03′ 42″ nord, 2° 17′ 49″ est                    | « PA15000050 »                                      | Inscrit                                             | 2013                                                | Chapelle d'Albart                                          |
| Château de Naucase                                         | Saint-Julien-de-Toursac                         |                                                         | 44° 47′ 09″ nord, 2° 11′ 16″ est                    | « PA00093642 »                                      | Inscrit                                             | 2003                                                | Image manquante Téléverser                                 |
| Église de la Salvetat                                      | Saint-Mamet-la-Salvetat                         | R.D. 20 R.D. 32                                         | 44° 50′ 12″ nord, 2° 20′ 31″ est                    | « PA00093643 »                                      | Inscrit                                             | 1980                                                | Église de la Salvetat                                      |
| Maison du Commandeur                                       | Saint-Mamet-la-Salvetat                         | R.D. 20 R.D. 32                                         | 44° 50′ 11″ nord, 2° 20′ 31″ est                    | « PA00093644 »                                      | Inscrit                                             | 1980                                                | Maison du Commandeur                                       |
| Église Saint-Martin                                        | Saint-Martin-Cantalès                           |                                                         | 45° 05′ 34″ nord, 2° 17′ 59″ est                    | « PA00093646 »                                      | Inscrit                                             | 1926                                                | Église Saint-Martin                                        |
| Château de Saint-Pol                                       | Saint-Martin-Valmeroux                          |                                                         | 45° 06′ 47″ nord, 2° 24′ 22″ est                    | « PA00093649 »                                      | Inscrit                                             | 1971                                                | Image manquante Téléverser                                 |
| Église Saint-Martin                                        | Saint-Martin-Valmeroux                          |                                                         | 45° 07′ 04″ nord, 2° 25′ 39″ est                    | « PA00093650 »                                      | Classé                                              | 1862                                                | Église Saint-Martin                                        |
| Halle                                                      | Saint-Martin-Valmeroux                          |                                                         | 45° 07′ 03″ nord, 2° 25′ 40″ est                    | « PA00093651 »                                      | Inscrit                                             | 1947                                                | Halle                                                      |
| Monument aux morts de Saint-Martin-Valmeroux               | Saint-Martin-Valmeroux                          |                                                         | 45° 07′ 04″ nord, 2° 25′ 41″ est                    | « PA15000054 »                                      | Inscrit Classé                                      | 2019 2021                                           | Image manquante Téléverser                                 |
| Château de Lescure                                         | Saint-Martin-sous-Vigouroux                     |                                                         | 44° 56′ 40″ nord, 2° 48′ 28″ est                    | « PA00135203 »                                      | Inscrit                                             | 1995                                                | Château de Lescure                                         |
| Château de Vigouroux                                       | Saint-Martin-sous-Vigouroux                     |                                                         | 44° 55′ 23″ nord, 2° 48′ 15″ est                    | « PA00093647 »                                      | Inscrit                                             | 1987                                                | Château de Vigouroux                                       |
| Église Saint-Martin                                        | Saint-Martin-sous-Vigouroux                     |                                                         | 44° 55′ 24″ nord, 2° 48′ 13″ est                    | « PA00093648 »                                      | Inscrit                                             | 1968                                                | Église Saint-Martin                                        |
| Église Saint-Paul                                          | Saint-Paul-de-Salers                            |                                                         | 45° 08′ 24″ nord, 2° 31′ 01″ est                    | « PA00093652 »                                      | Inscrit                                             | 2003                                                | Église Saint-Paul                                          |
| Monument aux morts de Saint-Paul-des-Landes                | Saint-Paul-des-Landes                           |                                                         | 44° 56′ 30″ nord, 2° 18′ 59″ est                    | « PA15000055 »                                      | Inscrit                                             | 2019                                                | Image manquante Téléverser                                 |
| Église Saint-Poncy                                         | Saint-Poncy                                     |                                                         | 45° 09′ 53″ nord, 3° 11′ 12″ est                    | « PA00093653 »                                      | Inscrit                                             | 1944                                                | Église Saint-Poncy                                         |
| Église Saint-Rémi                                          | Saint-Rémy-de-Chaudes-Aigues                    |                                                         | 44° 46′ 32″ nord, 3° 01′ 51″ est                    | « PA00093654 »                                      | Inscrit                                             | 1963                                                | Église Saint-Rémi                                          |
| Château de Vals                                            | Saint-Santin-Cantalès                           |                                                         | 45° 02′ 03″ nord, 2° 16′ 28″ est                    | « PA15000046 »                                      | Inscrit                                             | 2010                                                | Image manquante Téléverser                                 |
| Château de Combes                                          | Saint-Saturnin                                  |                                                         | 45° 14′ 47″ nord, 2° 47′ 23″ est                    | « PA00093655 »                                      | Inscrit                                             | 1949                                                | Image manquante Téléverser                                 |
| Château de Peyrelade                                       | Saint-Saturnin                                  |                                                         | 45° 14′ 37″ nord, 2° 46′ 26″ est                    | « PA00093656 »                                      | Inscrit                                             | 1949                                                | Image manquante Téléverser                                 |
| Église Saint-Saturnin                                      | Saint-Saturnin                                  |                                                         | 45° 15′ 21″ nord, 2° 47′ 41″ est                    | « PA00093657 »                                      | Inscrit                                             | 1968                                                | Église Saint-Saturnin                                      |
| Église Saint-Séverin                                       | Saint-Saury                                     |                                                         | 44° 52′ 01″ nord, 2° 08′ 26″ est                    | « PA00093658 »                                      | Inscrit                                             | 1980                                                | Image manquante Téléverser                                 |
| Château de Lalaubie                                        | Saint-Simon                                     |                                                         | 44° 58′ 12″ nord, 2° 29′ 54″ est                    | « PA00093764 »                                      | Inscrit                                             | 1992                                                | Château de Lalaubie                                        |
| Château du Martinet                                        | Saint-Simon                                     |                                                         | 44° 57′ 40″ nord, 2° 28′ 49″ est                    | « PA00093660 »                                      | Inscrit                                             | 1974                                                | Image manquante Téléverser                                 |
| Château d'Oyez                                             | Saint-Simon                                     |                                                         | 44° 58′ 36″ nord, 2° 31′ 01″ est                    | « PA00093659 »                                      | Inscrit                                             | 1972                                                | Château d'Oyez                                             |
| Tour de Saint-Simon                                        | Saint-Simon                                     |                                                         | 44° 57′ 45″ nord, 2° 29′ 26″ est                    | « PA00093661 »                                      | Inscrit                                             | 1969                                                | Tour de Saint-Simon                                        |
| Église Saint-Pierre-et-Saint-Michel                        | Saint-Urcize                                    |                                                         | 44° 41′ 53″ nord, 3° 00′ 17″ est                    | « PA00093662 »                                      | Classé                                              | 1921                                                | Église Saint-Pierre-et-Saint-Michel                        |
| Maison Podevigne de Grandval                               | Saint-Urcize                                    | Place Saint-Jean-de-la-Croix                            | 44° 41′ 51″ nord, 3° 00′ 16″ est                    | « PA15000037 »                                      | Inscrit                                             | 2007                                                | Image manquante Téléverser                                 |
| Cases de Cotteuges                                         | Saint-Vincent-de-Salers                         |                                                         | 45° 12′ 13″ nord, 2° 35′ 14″ est                    | « PA00093705 »                                      | Classé                                              | 1924                                                | Image manquante Téléverser                                 |
| Château de la Borie                                        | Saint-Vincent-de-Salers                         |                                                         | 45° 12′ 12″ nord, 2° 31′ 50″ est                    | « PA00093664 »                                      | Inscrit                                             | 1986                                                | Château de la Borie                                        |
| Château de Chanterelle                                     | Saint-Vincent-de-Salers                         |                                                         | 45° 12′ 54″ nord, 2° 29′ 40″ est                    | « PA00093665 »                                      | Inscrit                                             | 1946                                                | Image manquante Téléverser                                 |
| Église Saint-Vincent                                       | Saint-Vincent-de-Salers                         |                                                         | 45° 12′ 13″ nord, 2° 31′ 48″ est                    | « PA00093663 »                                      | Classé                                              | 1930                                                | Église Saint-Vincent                                       |
| Château de la Bastide                                      | Salers                                          | Avenue de Barouze                                       | 45° 08′ 14″ nord, 2° 29′ 34″ est                    | « PA00093672 »                                      | Inscrit                                             | 1951 1964                                           | Château de la Bastide                                      |
| Beffroi                                                    | Salers                                          | Rue du Beffroi                                          | 45° 08′ 17″ nord, 2° 29′ 38″ est                    | « PA00093666 »                                      | Classé                                              | 1929                                                | Beffroi                                                    |
| Gendarmerie de Salers                                      | Salers                                          | Rue du Beffroi                                          | 45° 08′ 18″ nord, 2° 29′ 39″ est                    | « PA00093668 »                                      | Inscrit                                             | 1925                                                | Gendarmerie de Salers                                      |
| Église Saint-Mathieu                                       | Salers                                          | Place Géraud Maigne                                     | 45° 08′ 19″ nord, 2° 29′ 42″ est                    | « PA00093667 »                                      | Classé                                              | 1994                                                | Église Saint-Mathieu                                       |
| Maison                                                     | Salers                                          | Rue de la Martille                                      | 45° 08′ 15″ nord, 2° 29′ 36″ est                    | « PA00093677 »                                      | Inscrit                                             | 1951                                                | Maison                                                     |
| Maison Bertrandy                                           | Salers                                          | Rue de la Martille                                      | 45° 08′ 15″ nord, 2° 29′ 35″ est                    | « PA00093678 »                                      | Inscrit                                             | 2010                                                | Maison Bertrandy                                           |
| Maison de Bargues                                          | Salers                                          | Rue des Nobles                                          | 45° 08′ 16″ nord, 2° 29′ 39″ est                    | « PA00093671 »                                      | Classé                                              | 1951                                                | Maison de Bargues                                          |
| Hospice                                                    | Salers                                          | Route du Puy Mary                                       | 45° 08′ 21″ nord, 2° 29′ 51″ est                    | « PA00093670 »                                      | Inscrit                                             | 1951                                                | Hospice                                                    |
| Maison                                                     | Salers                                          | Rue des Templiers                                       | 45° 08′ 15″ nord, 2° 29′ 38″ est                    | « PA00093679 »                                      | Inscrit                                             | 1951                                                | Image manquante Téléverser                                 |
| Maison                                                     | Salers                                          | Rue des Templiers                                       | 45° 08′ 14″ nord, 2° 29′ 36″ est                    | « PA00093680 »                                      | Inscrit                                             | 1972                                                | Maison                                                     |
| Maison des Templiers                                       | Salers                                          | Rue des Templiers                                       | 45° 08′ 15″ nord, 2° 29′ 36″ est                    | « PA00093676 »                                      | Inscrit                                             | 1927                                                | Maison des Templiers                                       |
| Anciens haras de Salers                                    | Salers                                          | Place Tyssandier-d'Escous                               | 45° 08′ 17″ nord, 2° 29′ 39″ est                    | « PA00093669 »                                      | Inscrit                                             | 1951                                                | Image manquante Téléverser                                 |
| Hôtel de La Ronade                                         | Salers                                          | Place Tyssandier-d'Escous                               | 45° 08′ 15″ nord, 2° 29′ 39″ est                    | « PA00093674 »                                      | Inscrit Classé                                      | 1927 1929                                           | Hôtel de La Ronade                                         |
| Maison de Flogeac                                          | Salers                                          | Place Tyssandier-d'Escous Rue des Nobles                | 45° 08′ 16″ nord, 2° 29′ 39″ est                    | « PA00093673 »                                      | Inscrit Classé                                      | 1927 1929                                           | Maison de Flogeac                                          |
| Maison                                                     | Salers                                          | Place Tyssandier-d'Escous                               | 45° 08′ 16″ nord, 2° 29′ 39″ est                    | « PA00093681 »                                      | Inscrit                                             | 1951                                                | Maison                                                     |
| Maison Lacombe                                             | Salers                                          | Place Tyssandier-d'Escous                               | 45° 08′ 16″ nord, 2° 29′ 36″ est                    | « PA00093682 »                                      | Inscrit                                             | 1951                                                | Maison Lacombe                                             |
| Maison de Lafarge                                          | Salers                                          | Place Tyssandier-d'Escous                               | 45° 08′ 14″ nord, 2° 29′ 38″ est                    | « PA00093683 »                                      | Inscrit                                             | 1973                                                | Maison de Lafarge                                          |
| Maison Sevestre                                            | Salers                                          | Place Tyssandier-d'Escous                               | 45° 08′ 17″ nord, 2° 29′ 38″ est                    | « PA00093675 »                                      | Inscrit Classé                                      | 1927 1930                                           | Maison Sevestre                                            |
| Monument aux morts de Salers                               | Salers                                          |                                                         | 45° 08′ 19″ nord, 2° 29′ 43″ est                    | « PA15000056 »                                      | Inscrit                                             | 2019                                                | Monument aux morts de Salers                               |
| Porte Martille                                             | Salers                                          |                                                         | 45° 08′ 16″ nord, 2° 29′ 34″ est                    | « PA00093684 »                                      | Inscrit                                             | 1925                                                | Porte Martille                                             |
| Château de Mazerolles                                      | Salins                                          |                                                         | 45° 11′ 20″ nord, 2° 22′ 38″ est                    | « PA15000018 »                                      | Inscrit                                             | 2002                                                | Château de Mazerolles                                      |
| Église Saint-Pantaléon                                     | Salins                                          |                                                         | 45° 11′ 29″ nord, 2° 23′ 30″ est                    | « PA00093685 »                                      | Inscrit                                             | 2010                                                | Église Saint-Pantaléon                                     |
| Château de Veyrières                                       | Sansac-de-Marmiesse                             |                                                         | 44° 52′ 54″ nord, 2° 20′ 43″ est                    | « PA00093686 »                                      | Inscrit                                             | 1987                                                | Château de Veyrières                                       |
| Église Saint-Sauveur                                       | Sansac-de-Marmiesse                             |                                                         | 44° 52′ 57″ nord, 2° 20′ 54″ est                    | « PA00093687 »                                      | Inscrit                                             | 1927                                                | Église Saint-Sauveur                                       |
| Église Saint-Martin                                        | Sauvat                                          |                                                         | 45° 18′ 59″ nord, 2° 26′ 35″ est                    | « PA00093688 »                                      | Inscrit                                             | 1968                                                | Église Saint-Martin                                        |
| Tour de Chavaniac                                          | Sauvat                                          |                                                         | 45° 19′ 12″ nord, 2° 26′ 01″ est                    | « PA00093689 »                                      | Inscrit                                             | 1964                                                | Tour de Chavaniac                                          |
| Fontaine                                                   | Ségur-les-Villas                                |                                                         | 45° 13′ 30″ nord, 2° 49′ 03″ est                    | « PA00093754 »                                      | Inscrit                                             | 1992                                                | Fontaine                                                   |
| Château de Sénezergues                                     | Sénezergues                                     |                                                         | 44° 42′ 05″ nord, 2° 25′ 03″ est                    | « PA00093690 »                                      | Inscrit                                             | 1931                                                | Château de Sénezergues                                     |
| Chapelle Saint-Amand                                       | Sourniac                                        |                                                         | 45° 16′ 41″ nord, 2° 21′ 12″ est                    | « PA00093695 »                                      | Inscrit                                             | 1983                                                | Chapelle Saint-Amand                                       |
| Château de Sourniac                                        | Sourniac                                        |                                                         | 45° 16′ 43″ nord, 2° 21′ 07″ est                    | « PA00093694 »                                      | Inscrit                                             | 1983                                                | Château de Sourniac                                        |
| Pierre Plantade                                            | Talizat                                         |                                                         | 45° 07′ 26″ nord, 3° 02′ 59″ est                    | « PA00093696 »                                      | Classé                                              | 1911                                                | Image manquante Téléverser                                 |
| Château des Ternes                                         | Les Ternes                                      |                                                         | 44° 59′ 49″ nord, 3° 00′ 55″ est                    | « PA15000041 »                                      | Inscrit                                             | 2008                                                | Château des Ternes                                         |
| Dolmen d'Alleuzet                                          | Les Ternes                                      |                                                         | 44° 59′ 05″ nord, 2° 57′ 56″ est                    | « PA00093697 »                                      | Inscrit                                             | 1986                                                | Image manquante Téléverser                                 |
| Église Saint-Martin des Ternes                             | Les Ternes                                      |                                                         | 44° 59′ 49″ nord, 3° 00′ 57″ est                    | « PA00093698 »                                      | Inscrit                                             | 1926                                                | Église Saint-Martin des Ternes                             |
| Chapelle Notre-Dame-de-Consolation                         | Thiézac                                         |                                                         | 45° 01′ 01″ nord, 2° 40′ 05″ est                    | « PA00093699 »                                      | Classé                                              | 1980                                                | Chapelle Notre-Dame-de-Consolation                         |
| Église Saint-Martin                                        | Thiézac                                         |                                                         | 45° 00′ 51″ nord, 2° 39′ 51″ est                    | « PA00093700 »                                      | Inscrit                                             | 1976                                                | Église Saint-Martin                                        |
| Château d'Anjony                                           | Tournemire                                      |                                                         | 45° 03′ 14″ nord, 2° 28′ 41″ est                    | « PA00093701 »                                      | Classé                                              | 2004                                                | Château d'Anjony                                           |
| Église Saint-Jean-Baptiste                                 | Tournemire                                      |                                                         | 45° 03′ 16″ nord, 2° 28′ 51″ est                    | « PA00093702 »                                      | Classé                                              | 1944                                                | Église Saint-Jean-Baptiste                                 |
| Église Saint-Martin                                        | Trémouille                                      |                                                         | 45° 22′ 21″ nord, 2° 40′ 30″ est                    | « PA00093703 »                                      | Classé                                              | 1980                                                | Église Saint-Martin                                        |
| Église de la Sainte-Trinité                                | La Trinitat                                     |                                                         | 44° 44′ 52″ nord, 2° 56′ 26″ est                    | « PA00093704 »                                      | Inscrit                                             | 1937                                                | Image manquante Téléverser                                 |
| Église Saint-Beauzire                                      | Trizac                                          |                                                         | 45° 15′ 13″ nord, 2° 32′ 16″ est                    | « PA00093706 »                                      | Classé                                              | 1969                                                | Église Saint-Beauzire                                      |
| Église Saint-Julien                                        | Ussel                                           |                                                         | 45° 04′ 46″ nord, 2° 56′ 08″ est                    | « PA00093707 »                                      | Inscrit                                             | 1968                                                | Église Saint-Julien                                        |
| Château du Chassan                                         | Val d'Arcomie                                   | Faverolles                                              | 44° 56′ 31″ nord, 3° 08′ 59″ est                    | « PA00093510 »                                      | Inscrit                                             | 1992                                                | Château du Chassan                                         |
| Château de Longevialle                                     | Val d'Arcomie                                   | Loubaresse                                              | 44° 56′ 55″ nord, 3° 13′ 57″ est                    | « PA00093536 »                                      | Inscrit                                             | 1986                                                | Château de Longevialle                                     |
| Château de Pompignac                                       | Val d'Arcomie                                   | Loubaresse                                              | 44° 56′ 28″ nord, 3° 11′ 40″ est                    | « PA00093537 »                                      | Inscrit                                             | 1941                                                | Château de Pompignac                                       |
| Croix de Montchanson                                       | Val d'Arcomie                                   | Montchanson Faverolles                                  | 44° 54′ 25″ nord, 3° 09′ 10″ est                    | « PA00093511 »                                      | Inscrit                                             | 1983                                                | Image manquante Téléverser                                 |
| Croix de pèlerinage                                        | Val d'Arcomie                                   |                                                         | 44° 53′ 20″ nord, 3° 11′ 16″ est                    | « PA00093753 »                                      | Inscrit                                             | 1992                                                | Image manquante Téléverser                                 |
| Ferme Allègre                                              | Val d'Arcomie                                   | Loubaresse                                              | 44° 56′ 05″ nord, 3° 12′ 40″ est                    | « PA00093538 »                                      | Inscrit                                             | 1987                                                | Ferme Allègre                                              |
| Ferme d'Estremiac                                          | Val d'Arcomie                                   | Estremiac Saint-Just                                    | 44° 53′ 27″ nord, 3° 13′ 38″ est                    | « PA15000017 »                                      | Inscrit                                             | 2002                                                | Ferme d'Estremiac                                          |
| Ferme Torrette                                             | Val d'Arcomie                                   | Loubaresse                                              | 44° 56′ 03″ nord, 3° 12′ 40″ est                    | « PA15000021 »                                      | Inscrit                                             | 2003                                                | Ferme Torrette                                             |
| Viaduc de Garabit                                          | Val d'Arcomie également sur Ruynes-en-Margeride |                                                         | 44° 58′ 32″ nord, 3° 10′ 38″ est                    | « PA00093539 »                                      | Classé                                              | 2017                                                | Viaduc de Garabit                                          |
| Église Saint-Saturnin                                      | Valuéjols                                       |                                                         | 45° 03′ 10″ nord, 2° 56′ 05″ est                    | « PA00093708 »                                      | Inscrit                                             | 1928                                                | Église Saint-Saturnin                                      |
| Château de Couzan                                          | Vebret                                          |                                                         | 45° 21′ 28″ nord, 2° 32′ 25″ est                    | « PA00132793 »                                      | Inscrit                                             | 1994                                                | Image manquante Téléverser                                 |
| Croix de carrefour                                         | Vebret                                          | Le Bourg                                                | 45° 20′ 23″ nord, 2° 31′ 12″ est                    | « PA00093709 »                                      | Classé                                              | 1963                                                | Image manquante Téléverser                                 |
| Église Saint-Maurice-et-Saint-Louis                        | Vebret                                          |                                                         | 45° 20′ 20″ nord, 2° 31′ 13″ est                    | « PA00093710 »                                      | Classé                                              | 1930                                                | Église Saint-Maurice-et-Saint-Louis                        |
| Monument aux morts de Vebret                               | Vebret                                          |                                                         | 45° 20′ 29″ nord, 2° 31′ 12″ est                    | « PA15000057 »                                      | Inscrit                                             | 2019                                                | Monument aux morts de Vebret                               |
| Château de Clavières                                       | Velzic                                          |                                                         | 44° 59′ 07″ nord, 2° 32′ 22″ est                    | « PA00093711 »                                      | Inscrit                                             | 1978                                                | Image manquante Téléverser                                 |
| Église Saint-Jean-Baptiste                                 | Vernols                                         |                                                         | 45° 13′ 35″ nord, 2° 53′ 23″ est                    | « PA00093712 »                                      | Inscrit                                             | 2019                                                | Église Saint-Jean-Baptiste                                 |
| Château de Caillac                                         | Vézac                                           |                                                         | 44° 54′ 46″ nord, 2° 31′ 36″ est                    | « PA15000005 »                                      | Inscrit                                             | 1997                                                | Château de Caillac                                         |
| Église Saint-Caprais                                       | Vèze                                            |                                                         | 45° 15′ 58″ nord, 2° 59′ 37″ est                    | « PA00093713 »                                      | Inscrit                                             | 1987                                                | Église Saint-Caprais                                       |
| Château de Comblat                                         | Vic-sur-Cère                                    |                                                         | 44° 58′ 12″ nord, 2° 36′ 34″ est                    | « PA00093725 »                                      | Inscrit                                             | 2002                                                | Château de Comblat                                         |
| Château de Lasalle                                         | Vic-sur-Cère                                    | Salvanhac                                               | 44° 59′ 02″ nord, 2° 38′ 31″ est                    | « PA00093730 »                                      | Inscrit                                             | 1990                                                | Château de Lasalle                                         |
| Église Saint-Pierre                                        | Vic-sur-Cère                                    | Place de l'Église                                       | 44° 58′ 51″ nord, 2° 37′ 26″ est                    | « PA00093714 »                                      | Inscrit                                             | 1990                                                | Église Saint-Pierre                                        |
| Pigeonnier de la Prade                                     | Vic-sur-Cère                                    |                                                         | 44° 59′ 19″ nord, 2° 37′ 57″ est                    | « PA00093731 »                                      | Inscrit                                             | 2017                                                | Pigeonnier de la Prade                                     |
| Maison dite des Princes de Monaco                          | Vic-sur-Cère                                    | 2 rue du Moine de Montaudon                             | 44° 58′ 48″ nord, 2° 37′ 26″ est                    | « PA00093715 »                                      | Classé Inscrit                                      | 1921 1934 1990                                      | Maison dite des Princes de Monaco                          |
| Maison                                                     | Vic-sur-Cère                                    | 16 rue Bertrand                                         | 44° 58′ 51″ nord, 2° 37′ 29″ est                    | « PA00093736 »                                      | Inscrit                                             | 1990                                                | Maison                                                     |
| Maison Dejou                                               | Vic-sur-Cère                                    | 5 rue Coffinhal                                         | 44° 58′ 47″ nord, 2° 37′ 25″ est                    | « PA00093737 »                                      | Inscrit                                             | 1990                                                | Maison Dejou                                               |
| Maison                                                     | Vic-sur-Cère                                    | 3 rue Pierre de Boissy                                  | 44° 58′ 47″ nord, 2° 37′ 27″ est                    | « PA00093716 »                                      | Inscrit                                             | 1958                                                | Maison                                                     |
| Maison du chevalier des Huttes                             | Vic-sur-Cère                                    | Rue Cavaroc                                             | 44° 58′ 48″ nord, 2° 37′ 29″ est                    | « PA00093735 »                                      | Inscrit                                             | 1990                                                | Maison du chevalier des Huttes                             |
| Château de Vieillevie                                      | Vieillevie                                      |                                                         | 44° 38′ 41″ nord, 2° 25′ 10″ est                    | « PA00093717 »                                      | Inscrit                                             | 1993                                                | Château de Vieillevie                                      |
| Église Saint-Laurent                                       | Le Vigean                                       |                                                         | 45° 13′ 36″ nord, 2° 21′ 12″ est                    | « PA00093718 »                                      | Inscrit                                             | 1968                                                | Église Saint-Laurent                                       |
| Église Notre-Dame-de-la-Nativité                           | Villedieu                                       |                                                         | 45° 00′ 03″ nord, 3° 03′ 50″ est                    | « PA00093719 »                                      | Classé                                              | 1840                                                | Église Notre-Dame-de-la-Nativité                           |
| Église Saint-Jean-Baptiste                                 | Virargues                                       |                                                         | 45° 07′ 27″ nord, 2° 54′ 41″ est                    | « PA00093720 »                                      | Inscrit                                             | 1985                                                | Église Saint-Jean-Baptiste                                 |
| Habitations préhistoriques des Fraux                       | Virargues                                       |                                                         | 45° 08′ 23″ nord, 2° 52′ 17″ est                    | « PA00093721 »                                      | Classé                                              | 1924                                                | Image manquante Téléverser                                 |
| Maison de Chaylus                                          | Virargues                                       | Auxillac                                                | 45° 07′ 52″ nord, 2° 53′ 03″ est                    | « PA00093722 »                                      | Inscrit                                             | 1987                                                | Image manquante Téléverser                                 |
| Château de Trancis                                         | Ydes                                            |                                                         | 45° 21′ 03″ nord, 2° 28′ 18″ est                    | « PA15000019 »                                      | Inscrit                                             | 2002                                                | Image manquante Téléverser                                 |
| Église Saint-Georges                                       | Ydes                                            |                                                         | 45° 20′ 10″ nord, 2° 27′ 17″ est                    | « PA00093723 »                                      | Classé                                              | 1862                                                | Église Saint-Georges                                       |
| Château du Doux et chapelle du Doux                        | Yolet                                           |                                                         | 44° 55′ 07″ nord, 2° 32′ 35″ est                    | « PA00093755 »                                      | Inscrit                                             | 1992                                                | Image manquante Téléverser                                 |
| Église Saint-Pierre                                        | Yolet                                           |                                                         | 44° 55′ 39″ nord, 2° 31′ 54″ est                    | « PA00093756 »                                      | Inscrit                                             | 1992                                                | Église Saint-Pierre                                        |
| Ferme Varet                                                | Yolet                                           |                                                         | 44° 55′ 51″ nord, 2° 32′ 30″ est                    | « PA00093757 »                                      | Inscrit                                             | 1992                                                | Image manquante Téléverser                                 |
| Château de Lamartinie                                      | Ytrac                                           |                                                         | 44° 55′ 09″ nord, 2° 24′ 02″ est                    | « PA00093726 »                                      | Inscrit                                             | 1989                                                | Château de Lamartinie                                      |

## Anciens monuments historiques
| Monument           | Commune    | Coordonnées                      | Notice         | Protection    | Date                  | Illustration               |
| ------------------ | ---------- | -------------------------------- | -------------- | ------------- | --------------------- | -------------------------- |
| Croix de cimetière | Champagnac | à géolocaliser                   | « PA00093489 » | Inscrit Radié | 1963 20 mars 2006     | Image manquante Téléverser |
| Croix de cimetière | Mauriac    | à géolocaliser                   | « PA00093543 » | Inscrit Radié | 1926 20 mars 2006     | Croix de cimetière         |
| Château de Roffiac | Roffiac    | 45° 03′ 07″ nord, 3° 02′ 21″ est | « PA00093588 » | Classé Radié  | 1942 21 novembre 2018 | Château de Roffiac         |